# Galen Spencer
Galen Carter Spencer (G. C. Spencer; * 19. September 1840 in New York City; † 19. Oktober 1904 in Greenwich, Connecticut) war ein US-amerikanischer Bogenschütze.
Spencer, Absolvent des College of the City of New York und pensionierter Pfarrer der Methodist Episcopal Church gewann bei den Olympischen Spielen 1904 in St. Louis mit der Mannschaft, den Potomac Archers, in der Team American Round im inneramerikanischen Duell gegen die Cincinnati Archers die Goldmedaille. Der Wettkampf fand zwei Tage nach seinem 64. Geburtstag statt. Drei Wochen nach seinem Sieg musste er sich einer Operation unterziehen, an deren Nachwirkungen er eine weitere Woche später starb.
Er ist bis heute der älteste US-Amerikaner, der bei Olympischen Spielen eine Goldmedaille gewann und einer der ältesten US-amerikanischen Olympioniken überhaupt. In seinem Nachruf in der New York Times wurde erwähnt, dass er ein erfahrener Schachspieler war.